# Фридрихштадтский уезд
Фридрихштадтский уезд (Фридрихштадтскій уѣздъ, латыш. Jaunjelgavas apriņķis, нем. Kreis Friedrichstadt) — административная единица Курляндской губернии до 1918 года, затем как Яунелгавский уезд входит в состав Латвии до 1920 года. Уездный город — Фридрихштадт.

## История
Фридрихштадтский уезд основан в 1819 году в результате административной реформы, когда Фридрихштадтское гауптманство переформировалось в уезд.. В 1920 году центр переносится в Екабпилс и уезд переименовывается в Екабпилсский. 

## Население
По переписи 1897 года население уезда составляло 64 795 человек, в том числе в Фридрихштадте — 5175 жит., в безуездном городе Якобштадт —  5829 жит.

### Национальный состав
Национальный состав по переписи 1897 года:
- латыши — 53 802 чел. (83,0 %),
- евреи — 6037 чел. (9,3 %),
- немцы — 1809 чел. (2,8 %),
- русские — 1674 чел. (2,6 %),
- литовцы — 756 чел. (1,2 %),

## Административное деление
В 1913 году в уезде было 22 волостей:
| - Бушгофская, - Вальгофская, - Варенброкская, - Вессенская, - Гербергенская, - Гольмгофская, - Грос-Зальвенская, - Даудзовасская, - Дубенаская, - Зельбургская, - Ильзенбергская — Эллернский вол. д., | - Курменская — Курменский вол. д., - Линденская — Бирзгальн, - Мемельгофская, - Нерфтская, - Саукенская, - Серенская — Тальсинген, - Сетценская — Сетцен, - Соннакстская — Сонактский вол. д., - Суссейгофская — Эллернский вол. д., - Экенграфская — Экенграфский вол. д., - Эллернская — Эллернский вол. д., |